# Rozdrobnienie feudalne
Rozdrobnienie feudalne – proces polityczny występujący w państwach o ustroju feudalnym, polegający na spadku znaczenia władzy centralnej kosztem jednostek władzy lokalnej, prowadzący do usamodzielnienia się tych jednostek i de facto rozbicia państwa na mniejsze organizmy polityczne. Proces rozdrobnienia feudalnego rzadko jednak prowadził do rozpadu państwa na gruncie de iure, co sprzyjało rozwijaniu się idei zjednoczeniowych nawet po kilkusetletnich okresach rozbicia.

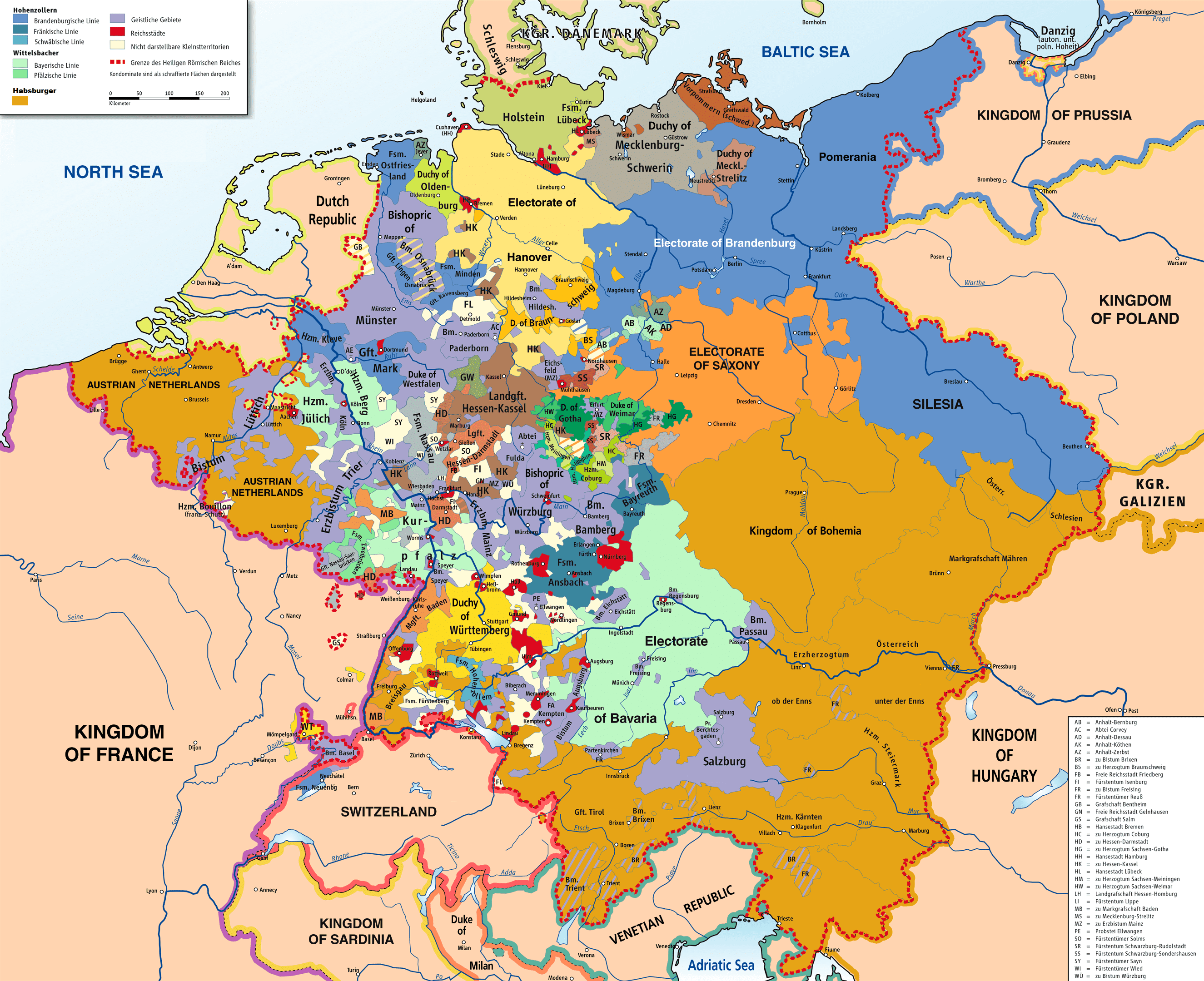
Rzesza Niemiecka w 1789 roku. Przykład państwa w zaawansowanej fazie rozdrobnienia feudalnego

## Przyczyny
Po kryzysie i upadku Cesarstwa Rzymskiego doszło w Europie do znaczącego regresu cywilizacyjnego, którego jednym z przejawów był upadek znaczenia miast i obrotu pieniężnego w gospodarce. Zjawisko to wytworzyło problem ze sposobem opłacania żołnierzy przez władców królestw powstałych na gruzach dawnego cesarstwa, który pogłębił się wraz ze spadkiem liczby i intensywności konfliktów zbrojnych w następnych wiekach, a co za tym idzie, zmniejszeniem ilości zdobywanych łupów wojennych.
W takich warunkach zaczął się kształtować system feudalny, w którym władcy w zamian za służbę wojskową nadawali członkom swojej drużyny ziemię wraz ze zobowiązaną do świadczenia na niej pracy ludnością, tak aby wojowie mogli samodzielnie utrzymywać się z czerpanych w ten sposób pożytków. Powstali w ten sposób wasale, często rozdzielali przyznaną im ziemię na mniejsze części innym lennikom w zamian za ich służbę wojskową wobec siebie samych. W ten sposób ukształtowała się charakterystyczna dla społeczeństwa średniowiecznego hierarchia nazywana drabiną feudalną. Wasalowie władcy na zarządzanych przez siebie terenach posiadali dużą autonomię, w ramach której często mogli tworzyć i egzekwować lokalne prawa.
Powstały w ten sposób system, charakteryzował się bardzo silną pozycją lokalnych ośrodków władzy, natomiast spoistość państw utrzymywała się często głównie dzięki autorytetowi i sile militarnej panującego władcy. W sytuacjach, gdy czynnik ten z jakichś powodów (np. zewnętrznej inwazji lub konfliktu dynastycznego) ulegał osłabieniu lub zniknięciu, feudałowie wykorzystywali sytuację do poszerzenia przysługującej im władzy. Z czasem w ten sposób udawało się lokalnym władcom uzyskać pełną lub niemal pełną suwerenność nad zarządzanym przez siebie terytorium i prowadzić politykę niezależną od władzy centralnej.

## Przebieg

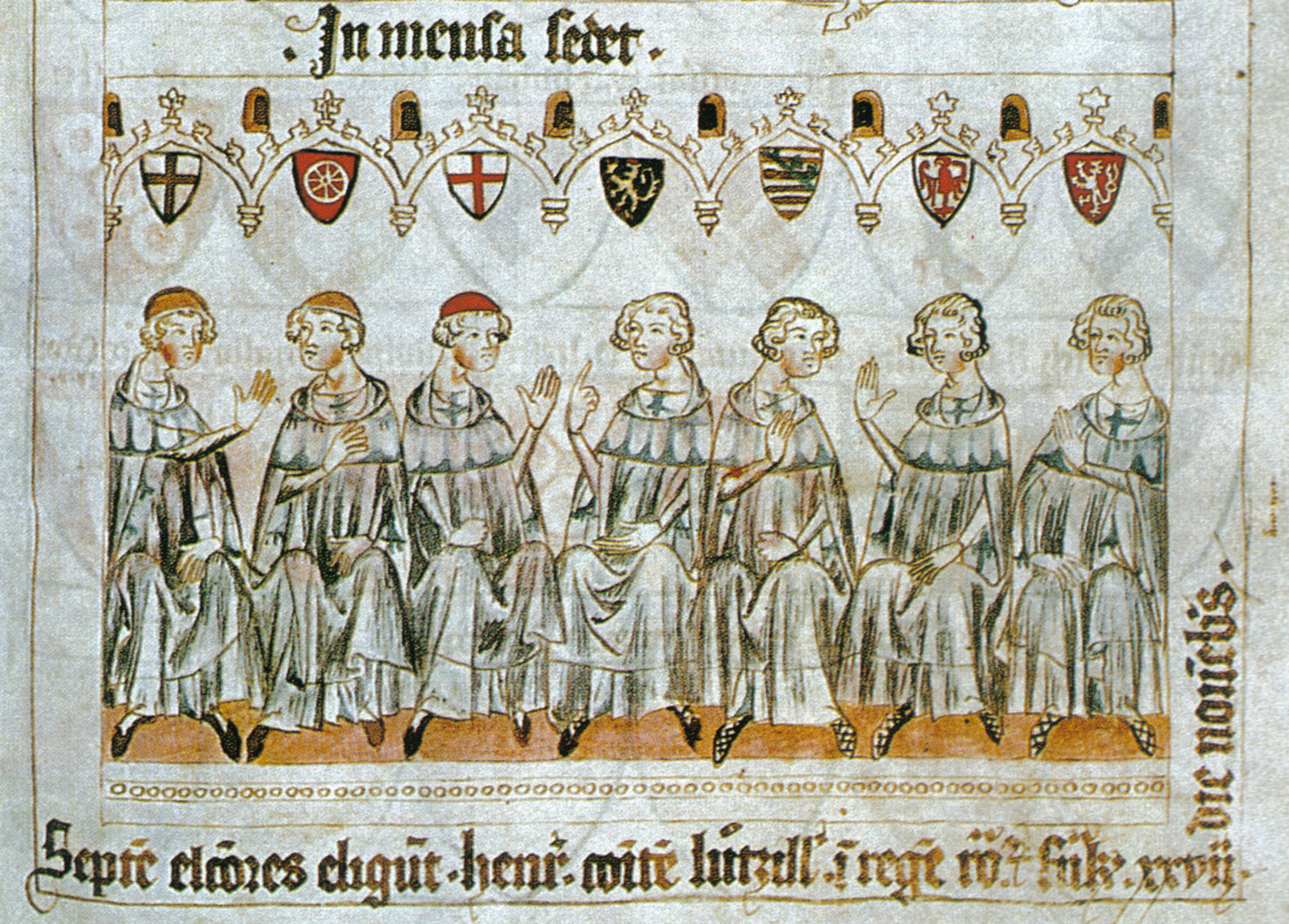
Siedmiu Elektorów Rzeszy według miniatury z Kodeksu Baldwina z 1341 roku. Pomimo zaawansowanego procesu rozdrobnienia feudalnego, lokalni władcy wciąż uczestniczyli w powoływaniu uniwersalnego organu dla całego państwa w osobie cesarza.

Przebieg rozdrobnienia feudalnego mógł przyjąć formę zarówno długotrwałego i stopniowego procesu osłabiania się władzy centralnej kosztem ośrodków władzy lokalnej, jak i stanowić skutek stosunkowo nagłego załamania się władzy monarchy całego państwa. W przypadku rozdrobnienia postępującego stopniowo, trend umacniania się wpływów lokalnych feudałów czy komun miejskich mógł trwać nawet wiele stuleci i odbywać się poprzez przyznawane przez władcę przywileje, konflikty zbrojne czy kształtowanie się praw zwyczajowych. W przypadku takiego procesu, okresowo mogły zdarzać się także okresy umacniania się władzy monarszej. Najczęściej jednak nie prowadziły one do zatrzymania czy wręcz odwrócenia rozdrobnienia feudalnego państwa. Przykładem stopniowego procesu rozdrobnienia feudalnego może być Święte Cesarstwo Rzymskie.
Upadek znaczenia władzy centralnej mógł również przyjąć formę zdarzenia nagłego, chociaż zawsze musiał być poprzedzony silną pozycją lokalnych zarządców. Takim zdarzeniem inicjującym proces rozdrobnienia feudalnego mógł być np. spór dynastyczny czy zewnętrzna inwazja, zakończona porażką władzy centralnej. Przykładami takich zdarzeń może być zabójstwo np. Leszka Białego, które spowodowało upadek zasady senioratu w Polsce lub zdobycie Konstantynopola przez krzyżowców w 1204 roku, skutkujące rozpadem władzy centralnej w Bizancjum.
Nawet państwa w fazie bardzo zaawansowanego i trwającego wiele stuleci procesu rozdrobnienia feudalnego potrafiły zachować wspólnotę kulturową i poczucie wspólnej tożsamości, czego przykładem mogą być Włochy, w których pomimo istniejącego 1400 lat rozbicia, przez cały ten okres pojawiały się idee unifikacyjne, które ostatecznie ziściły się w XIX wieku w konsekwencji włoskiego odrodzenia narodowego.

## Skutki

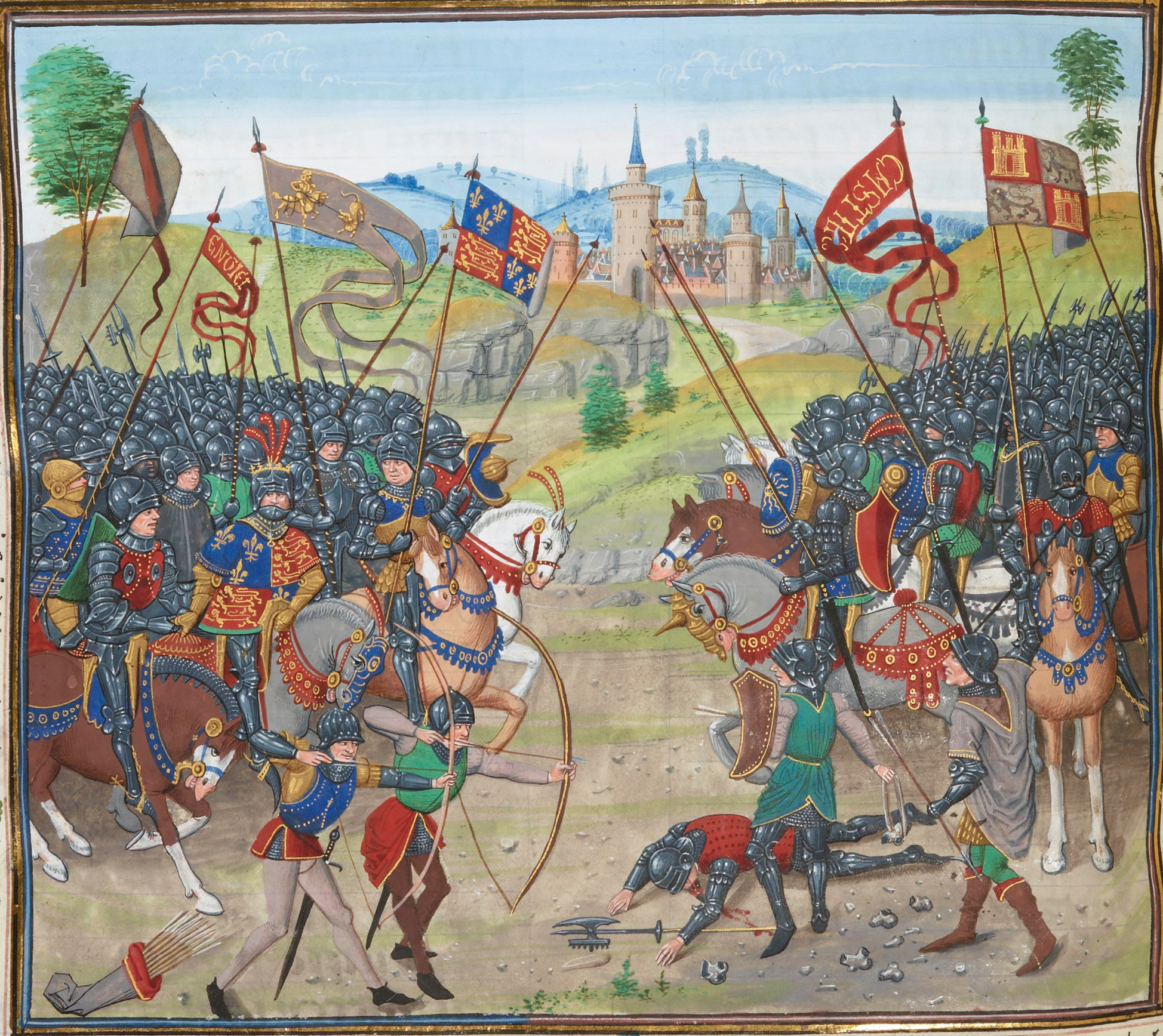
Miniatura z pochodząca z kronik Jeana Froissart’a, przedstawiająca Bitwę pod Nájera. Rozdrobnienie feudalne sprzyjało powstawaniu konfliktów zbrojnych pomiędzy lokalnymi władcami.

Zjawisko rozdrobnienia feudalnego przyczyniało się do osłabienia siły militarnej znajdujących się pod wpływem tego procesu państw. W konsekwencji takie państwa często ulegały agresji ze strony swoich sąsiadów, w wyniku czego mogły popaść w obcą zależność, jak Ruś po inwazji mongolskiej lub utracić część terytorium, jak Polska w wyniku ekspansji Czech i Zakonu Krzyżackiego. W skrajnych przypadkach, jak np. Bizancjum w XV wieku, osłabienie spowodowane rozdrobnieniem feudalnym mogło przyczynić się nawet do podboju państwa przez zewnętrznego agresora.
Rozpad władzy centralnej sprzyjał także powstawaniu konfliktów wewnętrznych pomiędzy lokalnymi władcami. Konflikty takie potrafiły przyjmować formę długotrwałych i krwawych wojen, jak wojna trzydziestoletnia w Rzeszy Niemieckiej, która doprowadziła do znaczącego spustoszenia i wyludnienia wielu obszarów tego państwa.
Rozdrobnienie feudalne często niosło za sobą również pozytywne konsekwencje. Okoliczność ograniczonego obszaru władania przez lokalnych feudałów sprzyjała prowadzeniu przez nich polityki wspierającej rozwój gospodarczy podległym im ziem, jako najlepszego środka do zwiększenia posiadanej potęgi i wpływów. W przypadku polski okres rozbicia dzielnicowego stanowił okres znaczącego wzrostu demograficznego i modernizacji gospodarczej, będący skutkiem prowadzonej przez lokalnych książąt polityki kolonizacji na prawie niemieckim. Rywalizacja pomiędzy poszczególnymi władztwami sprzyjała także rozwojowi gospodarczemu i kulturalnemu. Na przykład we Włoszech mecenat rywalizujących ze sobą na polu sztuki książąt, miał ogromny wpływ na rozwój tamtejszego renesansu. Rozdrobnienie feudalne pozwoliło także na wykształcenie się wyjątkowego dla Europy fenomenu komun miejskich, który miał niebagatelny wpływ na rozwój cywilizacyjny tej części świata i jej późniejszy sukces.

## Przykłady

### Europa
Zjawisko rozdrobnienia feudalnego jest uważane z jedną cech charakterystycznych dla Europy w wiekach średnich. Do rozdrobnienia feudalnego doszło m.in. w poniższych państwach:
- Niemcy w okresie określanym jako Kleinstaaterei(inne języki), który trwał od upadku dynastii Hohenstaufów w XIII wieku do zjednoczenia państw niemieckich w Cesarstwo Niemieckie w 1871 roku;
- Włochy w okresie od najazdu Longobardów w 568 roku aż do zjednoczenia Włoch w latach 1859–1870;
- Ruś w okresie rozbicia dzielnicowego trwającego od śmierci Jarosława Mądrego w 1054 roku do ustanowienia Carstwa Rosyjskiego w 1547 roku;
- Polska w okresie rozbicia dzielnicowego od śmierci Bolesława Krzywoustego w 1138 roku do zjednoczenia państwa przez Władysława Łokietka w 1320 roku;
- Francja w okresie wojny stuletniej od utraty Akwitanii w 1152 roku do odzyskania kontroli nad Burgundią w 1477 roku;
- Anglia w okresie określanym jako Heptarchia od VI do IX wieku;
- Hiszpania w okresie od upadku Wizygotów w 711 roku do zjednoczenia Kastylii i Aragonii w 1479 roku;
- Bizancjum w okresie od IV wyprawy krzyżowej w 1204 roku do zdobycia Trapezuntu przez Turków Osmańskich w 1461 roku;
- Węgry w okresie bezkrólewia od 1301 do 1323 roku;
- Norwegia w okresie od VIII wieku do zjednoczenia państwa przez Haralda Pięknowłosego w 872 roku;
- Serbia w okresie od 1371 do 1395 roku;
- Bułgaria w okresie od 1371 do 1396 roku.

### Inne kontynenty
Niektórzy badacze, jak np. Samir Amin uważają, że rozdrobnienie feudalne było zjawiskiem wyjątkowym i charakterystycznym jedynie dla kręgu kultury europejskiej. Inni naukowcy wskazują jednak na istnienie analogicznych zjawisk także innych regionach świata, czego przykładami mogą być:
- Japonia w okresie Sengoku w latach od 1467 do 1590 roku;
- Chiny w okresie Walczących Królestw w latach od 480 do 221 roku p.n.e. i w innych okresach upadku władzy centralnej;
- Korea w okresie Trzech Królestw w latach od 57 roku p.n.e. do 668 roku n.e.
- Sułtanat Rumu w okresie od najazdu Mongołów w 1308 roku do zjednoczenia Anatolii przez Imperium Osmańskie w XVI wieku;
- Al-Andalus w okresie od upadku Kalifatu Kordoby w 1031 roku do zdobycia Grenady w 1492 roku.
- Abisynia w okresie określanym jako Zemene mesafynt od 1769 do 1855 roku.